# ماریا کازوی
ماریا کازوی (به انگلیسی: Maria Cosway) (زاده۱۷۶۰ – درگذشته ۱۸۳۸) نقاش، آهنگساز، موسیقی دان اهل ایتالیا بود.

## آغاز زندگی هنری و ازدواج
ماریا کازوی با نام ماریا لوئیزا کاترینا سسیلیا هدفیلد (به انگلیسی: Maria Luisa Caterina Cecilia Hadfield) در فلورانس ایتالیا، از پدری انگلیسی و مادری ایتالیایی زاده شد. در ۱۹ سالگی وی به عنوان عضوی از آکادمی هنرهای زیبا فلورانس پذیرفته شد. بعدها وی به دعوت آنجلیکا کافمن که در آن زمان یکی از اعضای اصلی آکادمی سلطنتی هنر در لندن بود، به انگلستان رفت. کافمن به وی کمک کرد تا در نمایشگاه‌ های آکادمی مشارکت داشته باشد.
در سال ۱۷۸۱ کازوی برای اولین بار سه کار خود را در دانشگاه به نمایش گذاشت که موفقیت او در سبک خاصی از نقاشی را به همراه داشت.
وی در همان سال با نقاش مینیاتور، ریچارد کازوی ازدواج کرد. همسرش ریچارد به پیشرفت وی کمک بسیاری نمود. بین سال‌های ۱۷۸۱–۱۸۰۱ بیش از ۳۰ کار وی در آکادمی سلطنتی به نمایش گذاشته شد؛ در آن زمان بود که به عنوان یک نقاش، شهرت بیشتری پیدا کرد؛ مخصوصا زمانی که پرتره ای را در قالب شخصیت سینتیا به تصویر کشید.

## رابطه با توماس جفرسون
در سال ۱۷۸۶ کازوی ۲۷ ساله با توماس جفرسون ۴۳ ساله که در آن زمان سفیر ایالات متحده در فرانسه بود، ملاقات نمود و همین مساله، یعنی رابطه عاشقانه‌ ای که با توماس جفرسن داشت شاید عمده شهرت این نقاش باشد.
در پی عزیمت کازوی به لندن که با اصرار همسرش انجام شد، جفرسون یکی از معروف‌ترین نامه ‌های عاشقانه، تحت عنوان «مکالمه ‌ای میان سر و قلب» را به نگارش درآورد که در آن جفرسون از جدالی که میان قلب و مغزش در جریان است نوشته ‌است و با پرداختن به دلایل پیروزی قلبش، نامه را پایان داده ‌است. مورخان بر این باورند که این رابطه‌ ی عاشقانه، نه از سمت ماریا، بلکه بیشتر از سمت جفرسون بود. جفرسون قبل از ترک پاریس برایش نوشت: «من به آمریکا و تو به ایتالیا می‌روی. یکی از ما راه را اشتباه می‌رود؛ راه اشتباهی که ما را از هم دور می‌کند». کازوی پرتره‌ای از جفرسون، کاری از ترامبال (نقاش آمریکایی) را داشت که بعدها آن نقاشی به عنوان هدیه ‌ای از طرف دولت ایتالیا به دولت آمریکا اهدا شد و اکنون در کاخ سفید نگهداری می‌شود.

## سرانجام زندگی هنری
شگفت‌آوری زندگی کازوی تنها به دلیل ارتباط او با توماس جفرسون نبود؛ بلکه وی نقاشی معروف، آهنگساز و یک موسیقی‌دان استثنایی بود. کازوی، چندین سال پس از تولد تنها دخترش در پاریس ماند که در آنجا با جک لوئیس دیوید نقاش فرانسوی آشنا شد. زمانی که یکی از نقاشی‌هایش را برای او فرستاد، 
وی در پاسخش گفت: «هیچ‌کس نمی‌تواند اثری مبتکرانه‌تر و طبیعی‌تر از این بیافریند».
طی سال‌ های ۱۸۰۱–۱۸۰۳ که در پاریس زندگی می‌کرد، در موزه لوور به فعالیت پرداخت. زمانی که دوستش بر روی کپی کردن طرح «عبور ناپلئون از آلپ» کار می‌کرد، موفق شد با ناپلئون ملاقات کند.
به دنبال مرگ فرزند جوانش، همکاری خود با لوور را خاتمه داد. مرگ دخترش باعث شد او بار دیگر به هنر روی آورد و چندین تصویر مذهبی برای کلیساها کشید. علی‌رغم جنگی که بین فرانسه و انگلستان در جریان بود، او به فرانسه رفت و کاردینال جوزف فسچ او را متقاعد کرد، دانشگاهی دخترانه در لیون بنا نهد که از ۱۸۰۳ تا ۱۸۰۹ فعالیت کرد.
پس از آن به ایتالیا برگشت و دوک لودی او را قانع کرد تا به ایتالیا برگشته و صومعه و مدرسه‌ای دخترانه را در لودی ایتالیا دایر کند. بدنبال بیماری همسرش ریچارد بار دیگر به انگلستان برگشت و پس از مرگ وی به همراه یکی از نزدیکترین دوستانش مجموعه هنری عظیمش را به حراج گذاشت و از سود آن به مدرسه اش کمک کرد.

## مرگ
کازوی در سال ۱۸۳۸ در سن ۷۸ سالگی در مدرسه‌اش در لودی نزدیک میلان درگذشت. در این شهر به منظور یادبودی از کازوی، مجسمه نیم‌تنه‌ای از او بنا شده و مدرسه‌اش نیز، همچنان باقی است.